# Modderschildpadden
Modderschildpadden (Kinosternon) zijn een geslacht van schildpadden uit de familie modder- en muskusschildpadden (Kinosternidae). De groep werd voor het eerst wetenschappelijk beschreven door Johann Baptist von Spix in 1824.

## Kenmerken
Net zoals de klep- en doosschildpadden heeft het buikpantser of plastron van alle soorten een soort scharnier, zodat delen van het buikpantser omhoog geklapt kunnen worden en zo de ledematen beschermen. Deze aanpassing is echter niet bij alle soorten even succesvol, sommige soorten kunnen het pantser slechts gedeeltelijk of helemaal niet afsluiten. Een karakteristiek kenmerk is dat alle soorten een lengtekiel op het midden van het schild hebben. Deze is echter niet altijd duidelijk te zien is aangezien de kiel bij oudere dieren vervlakt.

## Verspreiding en leefgebied
De verschillende soorten worden ook wel Amerikaanse modderschildpadden genoemd omdat alle soorten voorkomen in Amerika. Het betreft zowel Noord-, Midden- als Zuid-Amerika, de meeste soorten komen voor in Mexico. Sommige soorten komen in de Verenigde Staten voor als noordelijkste grens, de zuidelijkste soorten leven in Ecuador.

## Taxonomie
Het geslacht telt 24 verschillende soorten. Het soortenaantal verandert regelmatig als gevolg van nieuwe inzichten. De voormalige soort Kinosternon cruentatum bijvoorbeeld wordt tegenwoordig gezien als een ondersoort van de Zuid-Amerikaanse modderschildpad (Kinosternon scorpioides cruentatum). Ook het omgekeerde is gebeurd; de voormalige ondersoort van de gele modderschildpad (Kinosternon flavescens durangoense) wordt tegenwoordig als een aparte soort beschouwd; Kinosternon durangoense.

### Huidige soorten
Geslacht Kinosternon
- Soort Kinosternon abaxillare
- Soort Kinosternon acutum
- Soort Kinosternon alamosae
- Soort Kinosternon albogulare
- Soort Kinosternon angustipons
- Soort Gestreepte modderschildpad (Kinosternon baurii)
- Soort Kinosternon chimalhuaca
- Soort Kinosternon cora
- Soort Kinosternon creaseri
- Soort Kinosternon cruentatum
- Soort Kinosternon dunni
- Soort Kinosternon durangoense
- Soort Gele modderschildpad (Kinosternon flavescens)
- Soort Kinosternon herrerai
- Soort Kinosternon hirtipes
- Soort Kinosternon integrum
- Soort Kinosternon leucostomum
- Soort Kinosternon oaxacae
- Soort Zuid-Amerikaanse modderschildpad (Kinosternon scorpioides)
- Soort Kinosternon sonoriense
- Soort Kinosternon steindachneri
- Soort Kinosternon stejnegeri
- Soort Oostelijke modderschildpad (Kinosternon subrubrum)
- Soort Kinosternon vogti